# 大正西出入口
大正西出入口（たいしょうにしでいりぐち）は、大阪府大阪市大正区の阪神高速道路17号西大阪線の出入口。安治川出入口方面のみ接続するハーフICである。

## 道路
- 阪神高速17号西大阪線(17-03)

## 料金所

### 大正西出口料金所
（阪神高速から一般道への出口料金所）
- ブース数：1
  - ETC/一般：1

### 大正西入口料金所
（一般道から阪神高速への入口料金所）
- ブース数：1
  - ETC/一般：1

## 接続する道路
- 国道43号

## 周辺
- 尻無川
- 泉尾公園
- 泉尾神社
- 産土神社

## 隣
阪神高速17号西大阪線
(17-01)北津守出入口 - (17-02)大正東出入口 - (17-03)大正西出入口 - (17-04)弁天町出入口 - 弁天町ミニPA - (17-05)安治川出入口